# Викторовка (Кантемирски район)
Вижте пояснителната страница за други значения на Викторовка.
Викторовка (на молдовски: Victorovca) е село, разположено в Кантемирски район, Молдова.

## Население
През 2004 година населението на селото е 1322 души, от тях:
- 59,38 % – българи
- 37,44 % – молдовани
- 1,29 % – украинци
- 1,21 % – руснаци
- 0,08 % – гагаузи
- 0,61 % – други националности (цигани няма).[1]